# Saugrüssel (Schmetterling)

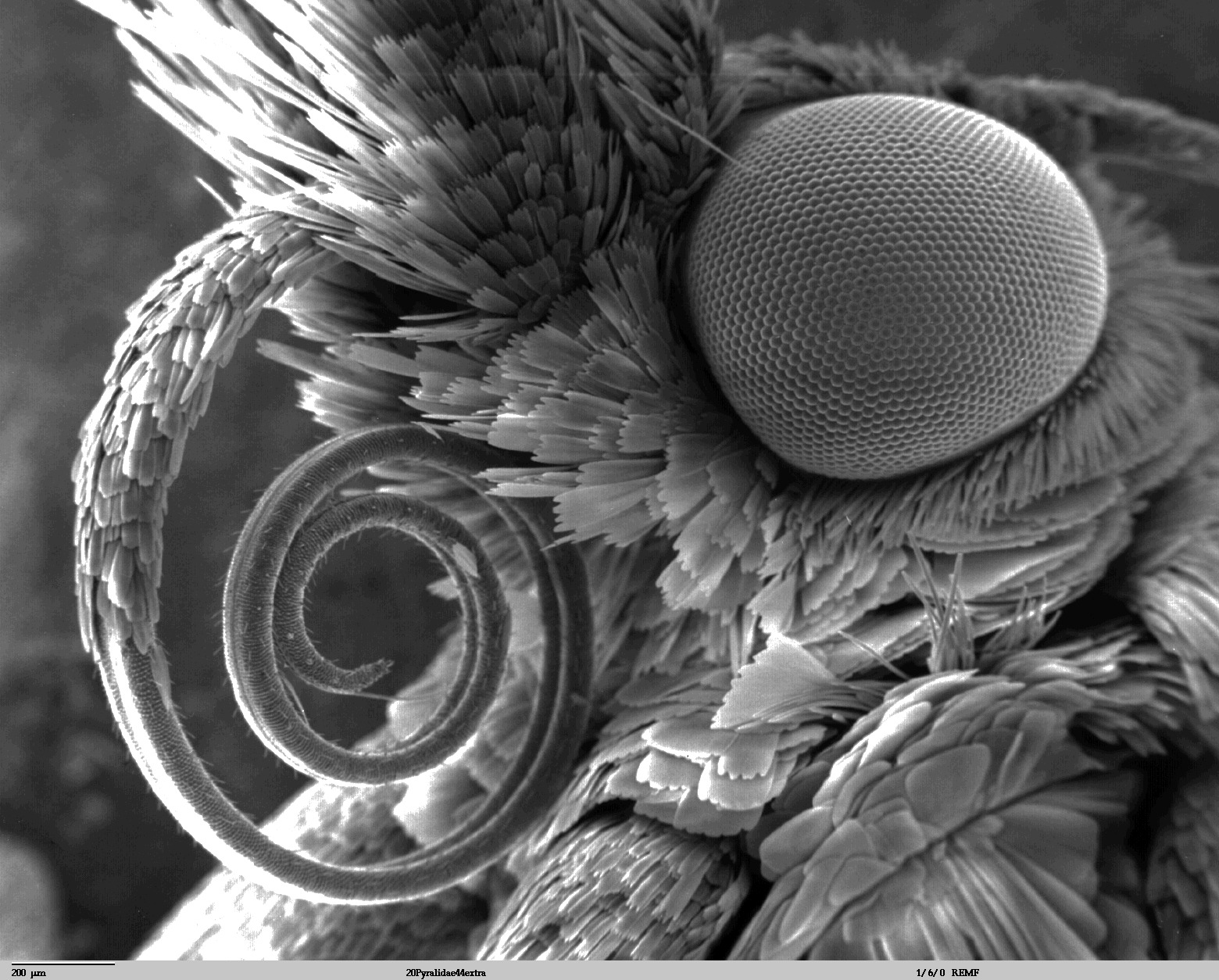
REM-Aufnahme eines Schmetterlings-Rüssels

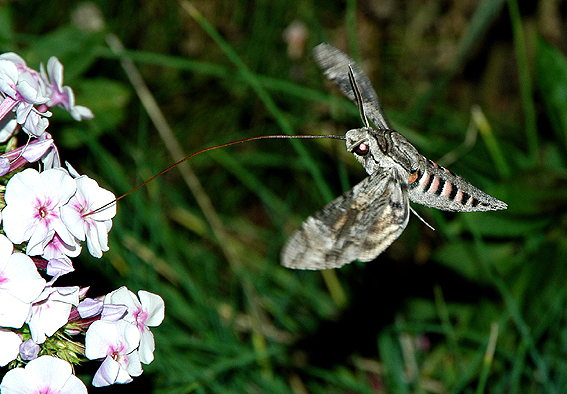
Saugrüssel-Einsatz beim Windenschwärmer

Der Saugrüssel dient den meisten Schmetterlingen dazu, ihre Nahrung aufzunehmen. Diese besteht bei nahezu allen Schmetterlingsarten aus Blütennektar, Pflanzensäften und anderen nährstoffreichen Flüssigkeiten. Nur sehr wenige Arten ernähren sich von anderen Flüssigkeiten, wie z. B. Blut, Tränenflüssigkeit oder Tierexkrementen und Urin.
An heißen Tagen saugen Schmetterlinge auch gerne Wasser von kleinen Pfützen. Sie tun dies aber auch, um Mineralsalze aufzunehmen.
Der Rüssel besteht aus Teilen der stark verlängerten Galeae (Teile des Unterkiefers). Diese bildet zwei flexible Halbröhren, die miteinander verbunden sind. Dadurch wird zwischen den beiden Röhren das rüsselförmige Saugrohr gebildet. Dieser Saugrüssel wird in Ruhestellung spiralig unter dem Kopf eingerollt. Ausgerollt wird der Schmetterlingsrüssel vermutlich durch einen hydraulischen Mechanismus, wobei im Inneren der Halbröhren der Blutdruck erhöht wird.
Diese Halbröhrchen sind beim Schlüpfen des Schmetterlings nicht miteinander verbunden. Sie müssen erst durch mehrmaliges Ein- und Ausrollen so angeordnet werden, dass sie zueinander parallel stehen und dann durch eine Flüssigkeit aneinander haften bleiben. Danach verhaken sich Strukturen auf deren Oberfläche so, dass die beiden Röhrchen irreversibel zum Rüssel verbunden bleiben.
Schwärmer (Sphingidae) besitzen in der Regel auffällig lange Saugrüssel und sind damit teilweise auf bestimmte Blüten spezialisiert. Bei einer in den Subtropen Mittel- und Südamerikas lebenden Schwärmerart (Amphimoea walkeri) beträgt die Rüssellänge 280 Millimeter; bisher wurde noch keine andere Schmetterlingsart entdeckt, die diese Länge übertrifft.
Ein prominentes Beispiel ist auch der Schwärmer Xanthopan morganii praedicta. Als Charles Darwin 1862 die Blüte der Orchidee Angraecum sesquipedale aus Madagaskar mit ihren dünnen, bis zu 28 cm langen Kelchen sah, sagte er voraus, dass es ein Insekt geben müsse, das diese Blüte bestäubt. Diese Vorhersage (Prädiktion) Darwins, der den Falter nie sah, bestätigte sich im Jahre 1903, als der besagte Schwärmer mit seinem bis zu 25 cm langen Rüssel entdeckt wurde. Deshalb nannte man ihn praedicta, also „den Vorhergesagten“.
Die Untersuchung des Rüssels bei Schmetterlingen erbrachte verblüffende Beispiele evolutionärer Anpassungen an unterschiedliche flüssige Nahrung (z. B. Nektar, Fruchtsäfte, Baumsäfte, Kot) sowie Anpassungen an die Nutzung von Pollen als Zusatznahrung bei Heliconius-Arten, einer Gruppe von neotropischen Tagfaltern. Ein extrem langer Saugrüssel tritt innerhalb verschiedener Gruppen von Blütenbesuchern auf, ist aber relativ selten.